# مارانهاو (لاعب كرة قدم)
مارانهاو (بالبرتغالية: Messias Maranhão‏) هو لاعب كرة قدم برازيلي في مركز ظهير ‏، ولد في 25 ديسمبر 1985 في مارانهاو في البرازيل. لعب مع أتلتيكو باراناينسي ونادي بوا إيسبورت ونادي سانتوس ونادي غواراني ونادي كوريتيبا ونادي ناوتيكو.

## وصلات خارجية
- مارانهاو (لاعب كرة قدم) على موقع قاعدة بيانات كرة القدم.إي يو (الإنجليزية)
- مارانهاو (لاعب كرة قدم) على موقع Soccerway.com (الإنجليزية)